# 橋本圭一郎
橋本 圭一郎（はしもと けいいちろう、1951年（昭和26年）10月20日 - ）は、日本の経営者。インフロニア・ホールディングス株式会社取締役会議長。元首都高速道路株式会社代表取締役会長兼社長兼最高経営責任者兼最高執行責任者、元経済同友会副代表幹事。

## 人物
徳島県出身。一橋大学商学部卒業後、三菱銀行入行。国際畑を歩み在外勤務が長く、ニューヨーク支店長代理やドイツ三菱頭取、フランクフルト支店長等を歴任。
東京三菱銀行国際業務部長を経て、三菱リコール隠しなどの影響で経営難に陥っていた三菱自動車工業の副社長に就任し同社再建にあたる。
その後フィッチ・レーティングスの日本法人最高経営責任者を経て、2010年に首都高速道路の会長兼社長兼最高経営責任者兼最高執行責任者に就任。首都高の距離別料金制につき、関係機関と調整し導入していく方針を示した。

## 略歴
- 1951年（昭和26年）10月 徳島県徳島市両国本町生まれ
- 1958年（昭和33年）3月 徳島市立内町幼稚園卒業
- 1964年（昭和39年）3月 徳島市立内町小学校卒業
- 1967年（昭和42年）3月 徳島市立徳島中学校卒業
- 1970年（昭和45年）3月 徳島県立城南高等学校卒業[2]
- 1974年（昭和49年）3月 一橋大学商学部卒業[3]
- 1974年（昭和49年）4月 株式会社三菱銀行入行[1]
- 1997年（平成9年）6月 株式会社東京三菱銀行赤羽支店長
- 1991年（平成3年）6月 ドイツ三菱頭取
- 1998年（平成10年）12月 株式会社東京三菱銀行フランクフルト支店長
- 2001年（平成13年）6月 株式会社東京三菱銀行国際業務部長[1]
- 2003年（平成15年）6月 三菱自動車工業株式会社代表取締役執行副社長 最高財務責任者[1]
- 2003年（平成15年）10月 Mitsubishi Motors Credit of America会長 兼任
- 2004年（平成16年）6月 三菱自動車工業株式会社顧問
- 2005年（平成17年）4月 セガサミーホールディングス株式会社顧問[4]
- 2005年（平成17年）4月 セガサミーアセット・マネージメント株式会社代表取締役社長[4]
- 2005年（平成17年）6月 セガサミーホールディングス株式会社専務取締役[1]
- 2006年（平成18年）2月 フィッチ・レーティングス ジャパンCEO[1]
- 2008年（平成20年）4月 株式会社アサツー ディ・ケイ顧問[1]
- 2010年（平成22年）6月 首都高速道路株式会社代表取締役会長兼社長兼最高経営責任者兼最高執行責任者[1]
- 2012年（平成24年）9月 株式会社ビットアイル顧問
- 2012年（平成24年）10 株式会社ビットアイル監査役
- 2014年（平成26年）6月 塩屋土地株式会社代表取締役副社長・COO
- 2015年（平成27年）6月 東日本銀行株式会社監査役
- 2016年（平成28年）4月 株式会社コンコルディア・フィナンシャルグループ監査役
- 2016年（平成28年）10月 東京徳島県人会会長
- 2016年（平成28年）12月 井植グループ本社株式会社代表取締役副社長、塩屋土地株式会社代表取締役副会長
- 2017年（平成29年）8月 全国徳島県人会連合会会長[5]
- 2018年（平成30年）5月 東京都東京と日本の成長を考える検討会委員[6]
- 2019年（平成31年）4月 経済同友会副代表幹事・専務理事（代表理事）[7]
- 2019年（平成31年）10月 株式会社CO2資源化研究所取締役[8]
- 2020年（令和2年）6月 株式会社ファンケル取締役、前田道路株式会社監査役[9]
- 2021年（令和3年）4月 一般社団法人Tアートライフビレッジ代表理事[10]
- 2021年（令和3年）6月 前田道路株式会社取締役[10]
- 2021年（令和3年）11月 インフロニア・ホールディングス株式会社取締役会議長、監査委員長[10][11]
- 2022年（令和4年）6月 アイルジャパン株式会社顧問[12]